# 공화국 광장 (베오그라드)

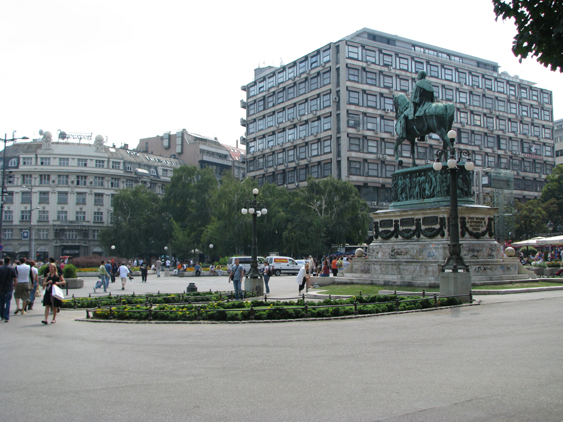
공화국 광장

공화국 광장(세르비아어: Трг Републике)은 세르비아 베오그라드에 위치한 광장이다. 베오그라드 중심 스타리그라드 지역에 위치하고있다. 세르비아 국립박물관과 베오그라드 국립극장 등 여러 베오그라드를 상징하는 구조물이 있다.